# Stazione meteorologica di Vicenza Aeroporto
La stazione meteorologica di Vicenza Aeroporto è la stazione meteorologica di riferimento per il Servizio Meteorologico dell'Aeronautica Militare e l'Organizzazione Mondiale della Meteorologia, relativa alla città di Vicenza. La stazione è attualmente dismessa.

## Caratteristiche
La stazione meteorologica si trova nell'area climatica dell'Italia nord-orientale, nel Veneto, nel comune di Vicenza, a 53 metri s.l.m. e alle coordinate geografiche 45°34′17.16″N 11°31′50.28″E.

## Medie climatiche ufficiali

### Dati climatologici 1971-2000
In base alle medie climatiche del periodo 1971-2000, le più recenti in uso, la temperatura media del mese più freddo, gennaio, è di +3,0 °C, mentre quella del mese più caldo, luglio, è di +23,4 °C; mediamente si contano 68 giorni di gelo all'anno e 31 giorni con temperatura massima uguale o superiore ai +30 °C. I valori estremi di temperatura registrati nel medesimo trentennio sono i -20,0 °C del gennaio 1985 e i +37,2 °C del luglio 1998.
Le precipitazioni medie annue si attestano a 1.060 mm, mediamente distribuite in 88 giorni di pioggia, con minimo relativo in inverno, picco massimo in autunno e massimo secondario in primavera per gli accumuli.
L'umidità relativa media annua fa registrare il valore di 74,6 % con minimi di 70 % a luglio e ad agosto e massimo di 81 % a dicembre; mediamente si contano 59 giorni di nebbia all'anno.
Di seguito è riportata la tabella con le medie climatiche e i valori massimi e minimi assoluti registrati nel trantennio 1971-2000 e pubblicati nell'Atlante Climatico d'Italia del Servizio Meteorologico dell'Aeronautica Militare relativo al medesimo trentennio.
| Vicenza Aeroporto (1971-2000)   | Mesi         | Mesi         | Mesi        | Mesi        | Mesi        | Mesi        | Mesi        | Mesi        | Mesi        | Mesi        | Mesi        | Mesi         | Stagioni | Stagioni | Stagioni | Stagioni | Anno    |
| Vicenza Aeroporto (1971-2000)   | Gen          | Feb          | Mar         | Apr         | Mag         | Giu         | Lug         | Ago         | Set         | Ott         | Nov         | Dic          | Inv      | Pri      | Est      | Aut      | Anno    |
| ------------------------------- | ------------ | ------------ | ----------- | ----------- | ----------- | ----------- | ----------- | ----------- | ----------- | ----------- | ----------- | ------------ | -------- | -------- | -------- | -------- | ------- |
| T. max. media (°C)              | 7,0          | 9,3          | 13,5        | 17,3        | 22,8        | 26,2        | 29,1        | 28,7        | 24,3        | 18,4        | 11,8        | 7,5          | 7,9      | 17,9     | 28,0     | 18,2     | 18,0    |
| T. min. media (°C)              | −1,0         | −0,1         | 3,3         | 7,0         | 11,9        | 15,5        | 17,7        | 17,2        | 13,5        | 8,5         | 3,1         | −0,4         | −0,5     | 7,4      | 16,8     | 8,4      | 8,0     |
| T. max. assoluta (°C)           | 15,9 (1992)  | 21,7 (1990)  | 26,8 (1997) | 30,0 (2000) | 32,2 (1993) | 36,6 (1996) | 37,2 (1998) | 37,0 (1998) | 33,2 (1997) | 26,9 (1986) | 20,4 (1972) | 17,8 (1983)  | 21,7     | 32,2     | 37,2     | 33,2     | 37,2    |
| T. min. assoluta (°C)           | −20,0 (1985) | −16,5 (1991) | −7,0 (1971) | −0,6 (1997) | 1,5 (1979)  | 6,6 (1986)  | 8,6 (1991)  | 8,0 (1995)  | 4,8 (1972)  | −3,6 (1997) | −6,8 (1988) | −10,4 (1996) | −20,0    | −7,0     | 6,6      | −6,8     | −20,0   |
| Giorni di calura (Tmax ≥ 30 °C) | 0            | 0            | 0           | 0           | 0           | 5           | 13          | 12          | 1           | 0           | 0           | 0            | 0        | 0        | 30       | 1        | 31      |
| Giorni di gelo (Tmin ≤ 0 °C)    | 19           | 16           | 6           | 0           | 0           | 0           | 0           | 0           | 0           | 0           | 8           | 19           | 54       | 6        | 0        | 8        | 68      |
| Precipitazioni (mm)             | 76,5         | 67,9         | 76,9        | 97,3        | 100,0       | 104,3       | 74,0        | 79,5        | 92,7        | 115,5       | 93,7        | 81,5         | 225,9    | 274,2    | 257,8    | 301,9    | 1 059,8 |
| Giorni di pioggia               | 7            | 5            | 6           | 10          | 10          | 9           | 7           | 7           | 6           | 8           | 7           | 6            | 18       | 26       | 23       | 21       | 88      |
| Giorni di nebbia                | 13           | 8            | 6           | 2           | 1           | 0           | 0           | 0           | 3           | 7           | 9           | 10           | 31       | 9        | 0        | 19       | 59      |
| Umidità relativa media (%)      | 80           | 75           | 72          | 73          | 71          | 72          | 70          | 70          | 73          | 78          | 80          | 81           | 78,7     | 72       | 70,7     | 77       | 74,6    |

### Dati climatologici 1961-1990
In base alla media trentennale di riferimento 1961-1990, ancora in uso per l'Organizzazione meteorologica mondiale e definita Climate Normal (CLINO), la temperatura media del mese più freddo, gennaio, si attesta a +2,2 °C, quella del mese più caldo, luglio, è di +23,1 °C; mediamente si contano 72 giorni di gelo all'anno. Nel medesimo trentennio, la temperatura minima assoluta ha toccato i -20,0 °C nel gennaio 1985 (media delle minime assolute annue di -9,0 °C), mentre la massima assoluta ha fatto registrare i +36,5 °C nel luglio 1983 (media delle massime assolute annue di +34,0 °C).
La nuvolosità media annua si attesta a 4 okta, con minimo di 3,2 okta ad agosto e massimo di 4,7 okta ad aprile.
Le precipitazioni medie annue, distribuite in modo irregolare con un minimo relativo invernale, risultano superiori ai 1000 mm e distribuite mediamente in 92 giorni.
L'umidità relativa media annua fa registrare il valore di 75,8 % con minimi di 72 % a maggio e a luglio e massimo di 82 % a dicembre.
| Vicenza Aeroporto (1961-1990) | Mesi         | Mesi         | Mesi        | Mesi        | Mesi        | Mesi        | Mesi        | Mesi        | Mesi        | Mesi        | Mesi        | Mesi         | Stagioni | Stagioni | Stagioni | Stagioni | Anno    |
| Vicenza Aeroporto (1961-1990) | Gen          | Feb          | Mar         | Apr         | Mag         | Giu         | Lug         | Ago         | Set         | Ott         | Nov         | Dic          | Inv      | Pri      | Est      | Aut      | Anno    |
| ----------------------------- | ------------ | ------------ | ----------- | ----------- | ----------- | ----------- | ----------- | ----------- | ----------- | ----------- | ----------- | ------------ | -------- | -------- | -------- | -------- | ------- |
| T. max. media (°C)            | 6,2          | 9,0          | 13,1        | 17,5        | 22,6        | 26,2        | 28,9        | 27,9        | 24,5        | 18,8        | 11,8        | 6,9          | 7,4      | 17,7     | 27,7     | 18,4     | 17,8    |
| T. min. media (°C)            | −1,8         | 0,0          | 3,2         | 7,0         | 11,4        | 15,1        | 17,3        | 16,6        | 13,5        | 8,4         | 3,3         | −0,9         | −0,9     | 7,2      | 16,3     | 8,4      | 7,8     |
| T. max. assoluta (°C)         | 14,9 (1989)  | 21,7 (1990)  | 25,4 (1977) | 28,0 (1966) | 31,8 (1986) | 34,8 (1965) | 36,5 (1983) | 35,4 (1988) | 33,0 (1985) | 27,4 (1962) | 22,0 (1968) | 17,8 (1983)  | 21,7     | 31,8     | 36,5     | 33,0     | 36,5    |
| T. min. assoluta (°C)         | −20,0 (1985) | −13,0 (1963) | −8,8 (1963) | −1,0 (1970) | 1,5 (1979)  | 6,2 (1962)  | 9,5 (1969)  | 8,3 (1969)  | 4,8 (1972)  | −1,0 (1974) | −8,0 (1965) | −10,8 (1963) | −20,0    | −8,8     | 6,2      | −8,0     | −20,0   |
| Giorni di gelo (Tmin ≤ 0 °C)  | 21           | 16           | 6           | 0           | 0           | 0           | 0           | 0           | 0           | 0           | 8           | 21           | 58       | 6        | 0        | 8        | 72      |
| Nuvolosità (okta al giorno)   | 4,5          | 4,3          | 4,3         | 4,7         | 4,3         | 4,1         | 3,3         | 3,2         | 3,5         | 3,4         | 4,6         | 4,0          | 4,3      | 4,4      | 3,5      | 3,8      | 4,0     |
| Precipitazioni (mm)           | 84,7         | 77,4         | 90,0        | 95,7        | 102,7       | 103,2       | 73,4        | 100,7       | 76,7        | 93,9        | 109,2       | 79,3         | 241,4    | 288,4    | 277,3    | 279,8    | 1 086,9 |
| Giorni di pioggia             | 7            | 6            | 8           | 9           | 10          | 10          | 7           | 8           | 5           | 7           | 9           | 6            | 19       | 27       | 25       | 21       | 92      |
| Umidità relativa media (%)    | 81           | 77           | 73          | 74          | 72          | 73          | 72          | 73          | 74          | 78          | 80          | 82           | 80       | 73       | 72,7     | 77,3     | 75,8    |

## Valori estremi

### Temperature estreme mensili dal 1951 al 2008
Nella tabella sottostante sono riportate le temperature massime e minime assolute mensili, stagionali ed annuali dal 1951 al febbraio 2008, con il relativo anno in cui si queste si sono registrate. La massima assoluta del periodo esaminato di +38,2 °C è dell'agosto 2003, mentre la minima assoluta di -20,0 °C è del gennaio 1985.
| Vicenza Aeroporto (1951-2008) | Mesi         | Mesi         | Mesi         | Mesi        | Mesi        | Mesi        | Mesi        | Mesi        | Mesi        | Mesi        | Mesi        | Mesi         | Stagioni | Stagioni | Stagioni | Stagioni | Anno  |
| Vicenza Aeroporto (1951-2008) | Gen          | Feb          | Mar          | Apr         | Mag         | Giu         | Lug         | Ago         | Set         | Ott         | Nov         | Dic          | Inv      | Pri      | Est      | Aut      | Anno  |
| ----------------------------- | ------------ | ------------ | ------------ | ----------- | ----------- | ----------- | ----------- | ----------- | ----------- | ----------- | ----------- | ------------ | -------- | -------- | -------- | -------- | ----- |
| T. max. assoluta (°C)         | 15,9 (1992)  | 21,7 (1990)  | 26,8 (1997)  | 30,0 (2000) | 34,8 (2001) | 37,4 (2003) | 37,4 (1952) | 38,2 (2003) | 33,2 (1997) | 29,4 (1956) | 24,4 (2004) | 17,8 (1983)  | 21,7     | 34,8     | 38,2     | 33,2     | 38,2  |
| T. min. assoluta (°C)         | −20,0 (1985) | −18,6 (1956) | −10,0 (2005) | −3,2 (2003) | −0,8 (1957) | 2,6 (1953)  | 9,5 (1969)  | 8,0 (1995)  | 3,8 (2004)  | −3,6 (1997) | −8,0 (1965) | −13,0 (2005) | −20,0    | −10,0    | 2,6      | −8,0     | −20,0 |